# دوري كرة القدم الغربي 1921–22
دوري كرة القدم الغربي 1921–22 (بالإنجليزية: 1921–22 Western Football League)‏ هو موسم من دوري كرة القدم الغربي ‏. فاز فيه يوفل تاون.